# ВЕС Нордергрюнде
ВЕС Нордергрюнде (нім. Offshore-Windpark Nordergründe) — німецька офшорна вітроелектростанція, введена в експлуатацію у 2017 році. Місце для розміщення ВЕС обрали у Північному морі за 15 км на північний схід від острова Вангероге (Фризький архіпелаг), на виході з естуарію Везера.
Будівництво станції почалось у травні 2016-го зі спорудження фундаментів, монопалі яких мали діаметр 5,5 метра та важили по 370 тон. Ці роботи виконало судно MPI Enterprise, яке слідом розпочало монтаж власне вітрових агрегатів, завершивши процес у грудні того ж року.
У вересні 2017-го плавучий кран Rambiz встановив офшорну трансформаторну підстанцію вагою 2000 тон на споруджений для неї монопальний фундамент.
Враховуючи невелику відстань до берега, подальша видача продукції відбувається без використання поширених у німецькій вітроенергетиці вузлових підстанцій, які використовують технологію HVDC (лінії постійного струму високої напруги). Натомість кабелеукладальне судно Stemat 82 проклало головну експорту лінію довжиною 28 км, яка розрахована на роботу під напругою 155 кВ. Після виходу на сухідол для підключення до енергомережі прокладена ділянка довжиною 4 км.
Для ВЕС обрали вітрові турбіни Senvion 6.2M126 з одиничною потужністю 6,15 МВт та діаметром ротора 126 метрів. 18 вітроагрегатів змонтовані на баштах висотою 84 метри в районі з глибинами моря до 10 метрів.
Проект вартістю 410 млн євро спільно реалізували компанії Gothaer Leben Renewables (40 %), John Laing Group та WPD (по 30 %).